# Tvillingfältblomfluga
Tvillingfältblomfluga (Eupeodes goeldlini) är en tvåvingeart som beskrevs av Mazanek, Laska och Bicik 1999. Tvillingfältblomfluga ingår i släktet fältblomflugor, och familjen blomflugor. Arten är reproducerande i Sverige. Inga underarter finns listade i Catalogue of Life.